# 霍埃尔·伊萨西
霍埃尔·伊萨西（西班牙語：Joel Isasi，1967年7月31日—），古巴男子田径运动员。他曾代表古巴参加1992年和1996年夏季奥林匹克运动会田径比赛，其中1992年奥运会获得一枚铜牌。